# Kavalithanda, Channagiri
Kavalithanda là một làng thuộc tehsil Channagiri, huyện Davanagere, bang Karnataka, Ấn Độ.